# Gelis hebraicator
Gelis hebraicator är en stekelart som beskrevs av Aubert 1971. Gelis hebraicator ingår i släktet Gelis och familjen brokparasitsteklar. Inga underarter finns listade i Catalogue of Life.